# سیارک ۷۴۱۳
سیارک ۷۴۱۳ (به انگلیسی: 7413 Galibina، نامگذاری:1990SH28) هفت هزار و وچهارصد و سیزدهمین سیارک کشف شده‌است که در ۲۴ سپتامبر ۱۹۹۰ کشف شد.
قدر مطلق سیارک برابر ۱۳٫۰۰ است.